# Шрі Вікрама Віра
Шрі Вікрама Віра (д/н — 1362) — 2-й раджа Сінгапуру в 1347—1362 роках.

## Життєпис
Син раджи Шрі Трі Буани і Ван Шрі Біні. При народженні отримав ім'я Раджа Кечіл-Бесар. 1347 року спадкував трон. У 1349 році флот південнотайської держави Накхонсітхаммарат з 70 джонків атакував Сінгапур. Шрі Вікрама Віра зумів витримати облогу, поки флот не втік з приходом китайських кораблів. Останнійфакт свідчить про тісні союзницькі (на основі торгівлі) або номінальновасальні відносини з імперією Юань.
Невдовзі стикнувся з загрозою з боку Маджапагіту, де на трон 1350 року зійшов Хаям Вурук. Шрі Вікрама Віра відкинув вимогу останнього визнати свою зверхність. Натомість надіслав символічне повідомлення з погрозою поголити голову володаря Маджапагіта, якщо він поїде до Сінгапури.
У відпорвідь до місто підійшов ворожий флот у складі 180 великих кораблів і великої кількості джонок. Захисники негайно зібрали 400 військових кораблів, щоб протистояти вторгненню. Втім вирішальна битва відбулася на березі і тривала протягом 3 днів. Шрі Вікрама Віра здобув повну перемогу. Можливо на честь цієї перемоги прийняв почесний титул падука.
За панування Шрі Вікрама Віри Сінгапур перетворився на важливий посередницький торгівельний центр. Тут виникає громада  китайців-торгівців, з'являються перші мусульмани. Йому спадкував син Шрі Рана Вікрама.